# Jaa9 & OnklP
Jaa9 & OnklP è un duo musicale norvegese formatosi nel 2003. È costituito dai musicisti Johnny Engdal Silseth e OnklP.

## Storia del gruppo
Sjåre brymæ (2004), album in studio d'esordio del duo, ha esordito al 3º posto della VG-lista ed è stato candidato per un Spellemannprisen. A distanza di cinque anni viene presentato il secondo LP, dal titolo Sellout!, che ha finito per fare l'ingresso in classifica al 21º posto; il disco contiene Glir forbi, certificato doppio platino dalla IFPI Norge.
Geir (2011) ha debuttato alla 31ª posizione della graduatoria nazionale, mentre Diskoteket er stengt (2013) si è fermato all'11º posto. Føkk ferie (2015) ha segnato il quinto ingresso del duo nella classifica norvegese.
Gamle hunder, nye triks, uscito nella seconda metà del 2016, è entrato alla 27ª posizione nella graduatoria della Verdens Gang.

## Formazione
- Johnny Engdal Silseth
- OnklP

## Discografia

### Album in studio
- 2004 – Sjåre brymæ
- 2009 – Sellout!
- 2011 – Geir
- 2013 – Diskoteket er stengt
- 2015 – Føkk ferie
- 2016 – Gamle hunder, nye triks
- 2022 – Rake rør og tøffe tak

### Mixtape
- 2003 – Bondegrammatikk

### Singoli
- 2004 – Stank Ass Ho 2
- 2004 – Kjendisparty
- 2005 – Såå gangsta
- 2005 – Hvem f**n
- 2008 – Grusomt
- 2008 – Fredag
- 2009 – Glir forbi
- 2010 – Partysvenske
- 2011 – Break Even (con Admiral P, Nico D e gli Herreløse)
- 2011 – Lasse
- 2012 – Karius og Baktus
- 2013 – Full forvandling
- 2013 – Uten grunn
- 2014 – 180 dager sørpe
- 2014 – For full til å p**e
- 2015 – Alt på stell
- 2016 – Jeg er
- 2016 – En av dem
- 2016 – 2 sko (feat. Bare Egil Band)
- 2017 – Fucker opp folk
- 2017 – Gatelys
- 2018 – Nåomdan (con Sebastian Zalo e Tomzn)
- 2021 – Ekke Safe (feat. Rambow)
- 2022 – Lillehammersveis
- 2022 – Idealer
- 2022 – RS6
- 2022 – Farlig karer (feat. Arno Frangos)
- 2022 – Undergrunn King (con Grim Pil)
- 2023 – Underdog